# Mezzo trasmissivo
Il mezzo trasmissivo indica nelle telecomunicazioni il canale a livello fisico entro il quale viaggiano i segnali rappresentativi dell'informazione; ne consegue quindi anche la sostanziale equivalenza tra i termini "mezzo trasmissivo" e "canale trasmissivo".

## Descrizione
Affinché l'informazione viaggi a distanza, cioè da e verso entità dislocate in luoghi diversi, necessita di un'elaborazione che la trasformi in segnali elettrici e/o elettromagnetici i quali, a loro volta, devono essere adattati ai canali utilizzati per il trasporto.

Radio a galena

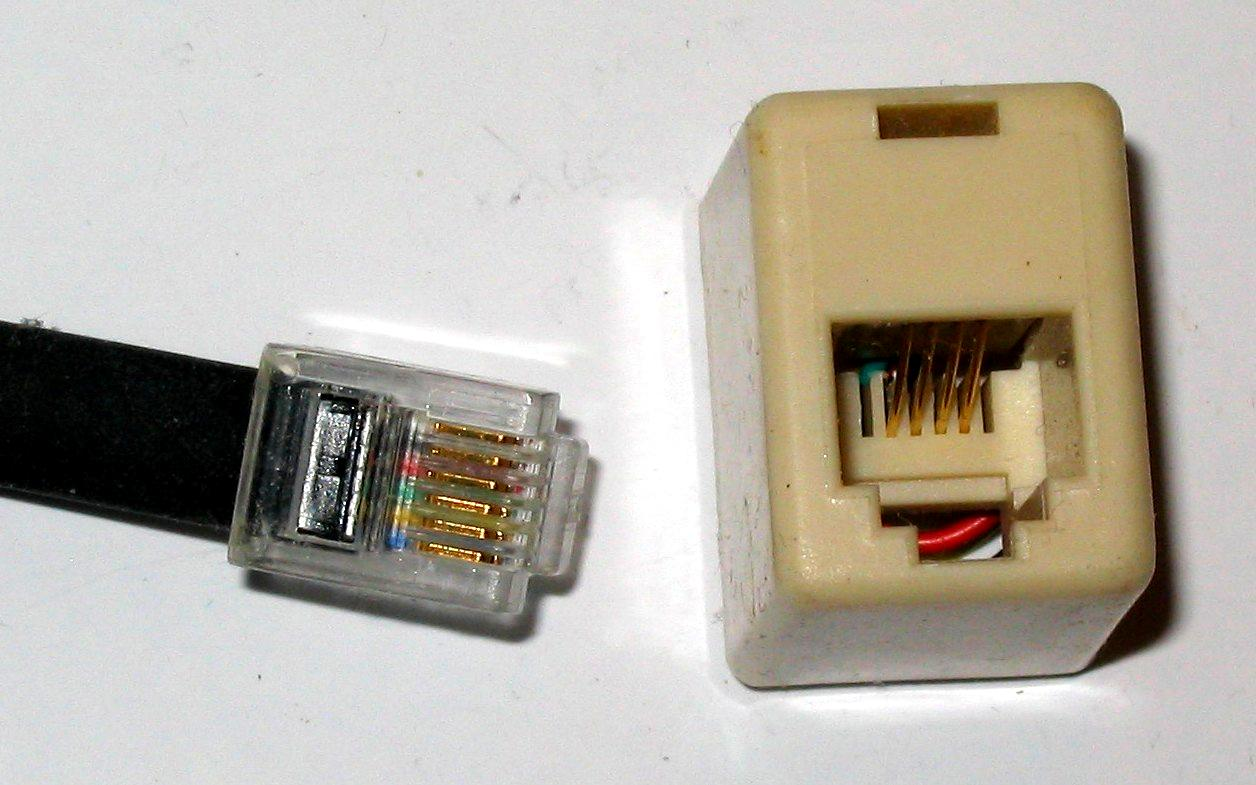
Doppino telefonico

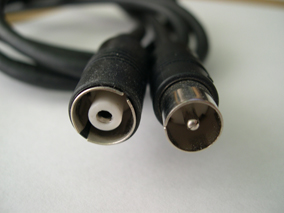
Cavo coassiale

Un canale di trasmissione ideale dovrebbe possedere una banda sufficientemente larga ed uniforme per contenere lo spettro del segnale di informazione senza distorcerlo e dovrebbe poterlo trasferire a qualsivoglia distanza senza introdurre degradamenti nella qualità elettrica di origine; la realtà risulta diversa in quanto sono presenti fattori di degradazione tipici quali:
- Attenuazione;
- Rumore di natura elettrica oppure segnali spuri cioè interferenza;
- Distorsione.

### Tipologie di mezzi trasmissivi
I mezzi trasmissivi possono classificarsi secondo il seguente schema: 
- Mezzi trasmissivi ad onde guidate
  - Linee metalliche
    - Linee in cavo
    - Guida d'onda
      - Doppino
      - Cavo coassiale
      - Cavo ethernet incrociato

  - Linee non metalliche
    - Fibra ottica
- Mezzi trasmissivi ad onde irradiate
  - Ponte radio terrestre: se si appoggia ad infrastrutture poste sulla superficie terrestre.
  - Ponte radio aereo: se si appoggia provvisoriamente ad un velivolo in volo in quota.
  - Ponte radio satellitare: se si appoggia sui satelliti artificiali in orbita e le relative telecomunicazioni satellitari.